# Chahār Chāhī
Chahār Chāhī (persiska: چهار چاهی) är en ort i Iran.   Den ligger i provinsen Kerman, i den sydöstra delen av landet, 1 100 km sydost om huvudstaden Teheran. Chahār Chāhī ligger 385 meter över havet och antalet invånare är 921.
Terrängen runt Chahār Chāhī är platt. Runt Chahār Chāhī är det glesbefolkat, med 8 invånare per kvadratkilometer. Chahār Chāhī är det största samhället i trakten. Trakten runt Chahār Chāhī är ofruktbar med lite eller ingen växtlighet.